# FC Den Bosch/BVV in het seizoen 1965/66
Het seizoen 1965/1966 was het 12e jaar in het bestaan van de Bossche betaaldvoetbalclub FC Den Bosch/BVV, ditmaal voor het eerst onder de nieuwe naam FC Den Bosch/BVV. De club kwam uit in de Tweede divisie B en eindigde daarin op de eerste plaats. Dit hield in dat de club promoveerde naar de Eerste divisie. Tevens deed de club mee aan het toernooi om de KNVB beker, hierin werd het team in de eerste ronde uitgeschakeld tegen Sparta (2–3).

## Wedstrijdstatistieken

### Tweede divisie B
|       | Baronie | D.F.C. | EDO   | Excelsior | Fortuna | Haarlem | Helmondia '55 | Hermes DVS | Limburgia | NOAD  | RCH   | Roda JC | SVV   | Wilhelmina |
| ----- | ------- | ------ | ----- | --------- | ------- | ------- | ------------- | ---------- | --------- | ----- | ----- | ------- | ----- | ---------- |
| Thuis | 2 – 0   | 1 – 1  | 5 – 0 | 0 – 0     | 2 – 2   | 3 – 1   | 6 – 0         | 2 – 0      | 5 – 1     | 1 – 1 | 0 – 0 | 2 – 1   | 2 – 0 | 2 – 0      |
| Uit   | 2 – 2   | 0 – 0  | 2 – 4 | 2 – 1     | 0 – 0   | 1 – 3   | 0 – 3         | 1 – 2      | 2 – 3     | 1 – 1 | 2 – 2 | 2 – 2   | 1 – 1 | 1 – 1      |

### KNVB beker
| Groepsfase                                              | FC Den Bosch/BVV                                   | 3 – 2 (0 – 1)                      | VVV                                                        |
| 19 september 1965 Plaats: 's-Hertogenbosch De Vliert    | Frans Olde Riekerink 57', 80' Gerard Schuurman 60' |                                    | 20' Don Burhenne 51' Jean Thans                            |
| Groepsfase                                              | Wilhelmina                                         | 2 – 3 (0 – 1)                      | FC Den Bosch/BVV                                           |
| 7 november 1965 Plaats: 's-Hertogenbosch De Wolfsdonken | Nico Gloudemans 65' Bert Harmse 88'                |                                    | 24', –' Theo Borsten Karel Paulides                        |
| Groepsfase                                              | FC Den Bosch/BVV                                   | 1 – 0 (0 – 0)                      | Fortuna '54                                                |
| 2 januari 1966 Plaats: 's-Hertogenbosch De Vliert       | Wim van Helvoort 53'                               |                                    |                                                            |
| 1e ronde                                                | FC Den Bosch/BVV                                   | 2 – 3 (1 – 1, 2 – 2) Na verlenging | Sparta                                                     |
| 20 februari 1966 Plaats: 's-Hertogenbosch De Vliert     | Theo Borsten 30' (pen.), 47' (pen.)                |                                    | 12' Ton Kemper 70' Henk Bosveld 111' Gerard van de Kerkhof |

## Statistieken FC Den Bosch/BVV 1965/1966

### Eindstand FC Den Bosch/BVV in de Nederlandse Tweede divisie B 1965 / 1966
| Stand | Gespeeld | Gewonnen | Gelijk | Verloren | Punten | Doelpunten voor | Doelpunten tegen |
| ----- | -------- | -------- | ------ | -------- | ------ | --------------- | ---------------- |
| 1e    | 28       | 14       | 13     | 1        | 41     | 58              | 25               |

### Topscorers
| #                | Naam                 | Goal |
| ---------------- | -------------------- | ---- |
| 1.               | Frans Olde Riekerink | 16   |
| 2.               | Theo Borsten         | 11   |
| 3.               | Toon Brusselers      | 10   |
| 4.               | Karel Paulides       | 6    |
| 5.               | Jan Gösgens          | 5    |
| 5.               | Wim Wisse            | 5    |
| 7.               | Pierre van Dalsen    | 3    |
| 8.               | Gerrie van de Hout   | 1    |
| Eigen doelpunten |                      |      |
| –                | Aad Euwes (RCH)      | 1    |
| Totaal           | Totaal               | 58   |

| #      | Naam                 | Goal |
| ------ | -------------------- | ---- |
| 1.     | Theo Borsten         | 4    |
| 2.     | Frans Olde Riekerink | 2    |
| 3.     | Wim van Helvoort     | 1    |
| 3.     | Karel Paulides       | 1    |
| 3.     | Gerard Schuurman     | 1    |
| Totaal | Totaal               | 9    |